# 久保田香織
久保田 香織（くぼた かおり、1966年2月11日 - ）は、日本の女優・スタントウーマン・スーツアクター。大阪府出身。身長167cm、体重53kg。本名：小川香織　（旧姓：久保田）、別名は一条 かおり。既婚。

## 来歴
1984年5月に千葉真一が主宰するジャパン・アクション・クラブへ14期生、JAC養成所研修生では第1期生として入団。同期には浅利俊博・岡元次郎・砂川真吾・澄川真琴・堤真一・真矢武らがいる。『ゆかいな海賊大冒険』（1984）が初舞台。『超新星フラッシュマン』のネフェルーラのスーツアクターを経て、『光戦隊マスクマン』でのレギュラーを得る。
1990年頃より一条 かおりと改名。特技は乗馬。

## 主な出演

### テレビドラマ
- 超新星フラッシュマン （1986年） - ネフェルーラ(スーツアクター)
- 光戦隊マスクマン （1987年） - 地底忍フーミン
- 長七郎江戸日記・第2シリーズ　第35話「牛吉の純情」（1988年12月13日）
- 全員出席!笑うんだってば （1989年） - 地球戦士フリルマン - ミニスカ軍団
- 現代神秘サスペンス 『三階の魔女』 （1989年7月10日、関西テレビ / 東映）　- 婦警
- 風雲!真田幸村第15話　「父ちゃん返せ!哀し女盗賊」（1989年7月21日）- 九鬼一族
- 水戸黄門
  - 第18部 第21話「化け猫の仇討ち -久留米-」（1989年2月6日）
  - 第21部 第29話「狙われた御用金 -高崎-」（1992年10月19日） - 百舌 ※ 一条かおり名義
  - 第23部 第25話「怨念!化け猫騒動 -佐賀-」（1995年1月30日） - お菊 ※ 一条かおり名義
- 水戸黄門外伝 かげろう忍法帖 第10話「娘忍びを売る男 -人吉-」（1995年7月24日） - 薊 ※ 一条かおり名義
  - 第24部 第1話（1995年9月11日） ※ 一条かおり名義
- 寛永風雲録 激突! 知恵伊豆対由比正雪 （1991年、日本テレビ）
- 女忍 かげろう組 （1990年）
- 女忍 かげろう組 参 （1991年） - 旭中斉梅花太夫
- 岡っ引どぶ 第4話「謎の連凧殺人事件」（1991年、フジテレビ / 映像京都）※ 一条かおり名義
- 江戸を斬るVIII 第11話「命を賭けた御用旅」（1994年） ※ 一条かおり名義
- 非公認戦隊アキバレンジャー 第5話「イタイタ☆イエローママ」（2012年） - 熟女アキバイエロー(スーツアクター) ※ 一条かおり名義

### 映画
- 劇場版 光戦隊マスクマン （1987年、東映） - 地底忍フーミン
- 肉体の門 （1988年、東映）
- 将軍家光の乱心・激突 （1989年、東映） - 加納みゆきの吹き替え （乗馬ほか）
- 天と地と （1991年、角川映画）
- 陽炎 （1991年、松竹）
- 必殺!5 黄金の血 （1991年、松竹）
- CAT`S EYE （1997年、東宝）
- 白痴 （1999年、松竹）
- 回路 （2001年、東宝）

### 演劇
- ゆかいな海賊大冒険 （1984年）
- 酔いどれ公爵 （1985年） - 踊る乙女A
- 野田秀樹の十二夜 （1986年）